# Carla Rutili
 (juillet 2010).
Si vous disposez d'ouvrages ou d'articles de référence ou si vous connaissez des sites web de qualité traitant du thème abordé ici, merci de compléter l'article en donnant les références utiles à sa vérifiabilité et en les liant à la section « Notes et références ».
Carla Rutili est une soprano lyrique française née à Marseille.
Au cours de ses quarante ans de carrière, elle a abordé avec plusieurs styles de musique : opéra, opérette, comédie musicale, variété.

## Biographie
Carla Rutili est née à Marseille de parents corses installés sur le continent. À l'âge de 3 ans, sa famille s'installe à Sète où son père exerce les fonctions de pilote du port. Elle y fréquente assidûment l'École nationale de musique où elle étudie le chant et le piano. Elle participe aussi très régulièrement dans le sud de la France et à Paris à différentes compétitions qu'elle remporte, parmi lesquelles la coupe de France des variétés, le concours Conord et la Cigale d'or.
En 1956, lors de sa participation au concours Conord, elle attire l'attention du président du jury, Robert Van Cauteren, qui devine les possibilités de la jeune fille. Le travail vocal commencé sous sa direction en 1957 donne, en l'espace d'une seule année, des résultats spectaculaires : Carla Rutili, qui ne dépassait pas le la4 monte désormais jusqu'au contre-mi bémol, aigu qu'elle conserve pendant toute sa carrière. Cette métamorphose la conduit à postuler  en 1958 pour la troupe de l'Opéra de Marseille, où elle est admise en chantant l’air de Louise  de Gustave Charpentier.
De 1958 à 1964, elle bénéficie pleinement du système de formation au sein de la troupe, se voyant confier avec succès les petits rôles, les troisièmes rôles puis les seconds plans. Cette progression régulière voit son apogée lors d'un remplacement au pied levé en 1964 du rôle-titre de Mireille de Gounod, qui lui permet de passer en un soir du rôle secondaire de Vincenette au statut de première chanteuse. Son nom restera attaché à cet ouvrage pendant de longues années puisqu'elle s'y produira régulièrement jusqu'en 1980.
Son répertoire s'enrichit rapidement avec Rigoletto (1964), Madame Butterfly (1964), Les Pêcheurs de perles (1966), Thaïs, Manon, Roméo et Juliette, La traviata, etc. Dès lors, sa carrière nationale est lancée et l'amène à aborder un large répertoire, principalement en France et en Belgique mais ponctuellement aussi à l'étranger (Allemagne, Italie, Suisse, Espagne). Elle participe ainsi à un certain nombre de créations historiques en compagnie de nombreux partenaires prestigieux.
Elle donne également de nombreux concerts où elle mêle opéra-comique, opérette, comédie musicale, chansons françaises et standards internationaux.
Depuis octobre 1986, elle enseigne le chant à l’École normale de musique de Paris, en collaboration avec Caroline Dumas.

## Carrière

### Opéra
- Daniel François Esprit Auber  : Fra Diavolo (Francesca) - création à Marseille de la version révisée par Georges Van Parys
- Gilbert Bécaud : L'Opéra d'Aran (Maureen) - création à Marseille
- Georges Bizet Georges : Carmen (Micaela, Frasquita), Les Pêcheurs de perles (Leila)
- François Adrien Boieldieu : La Dame blanche (Anna, Jenny)
- Benjamin Britten : Le Viol de Lucrèce (Lucia) - création française à Marseille
- Léo Delibes : Lakmé (Miss Ellen)
- Gaetano Donizetti : La Fille du régiment (Marie)
- Charles Gounod : Faust (Marguerite, Siébel), Mireille (Mireille, Vincenette), Roméo et Juliette (Juliette, Stephano)
- Manfred Gurlitt : Nana (rôle-titre) - création française à Bordeaux
- Arthur Honegger et Jacques Ibert : L'Aiglon (Marie-Louise)
- Édouard Lalo : Le Roi d'Ys (Rozenn)
- Ruggero Leoncavallo : Paillasse (Nedda)
- Henri Martelli : La Chanson de Roland (La belle Ode) - création à Angers
- Pietro Mascagni : Cavalleria rusticana (Santuzza, Lola)
- Jules Massenet : Don Quichotte (Pedro), Hérodiade (Salomé),  Manon (Manon, Javotte),  Thaïs (rôle-titre)
- Gian Carlo Menotti : The Consul (Magda)
- Wolfgang Amadeus Mozart : Don Giovanni (Donna Anna), Les Noces de Figaro (Barberine, la Comtesse)
- Jacques Offenbach Les Contes d'Hoffmann (Antonia, Giulietta)
- Francis Poulenc : Dialogues des carmélites (Blanche de la Force)
- Giacomo Puccini : La Bohème (Mimi, Musette),  Madame Butterfly (Cio-Cio-San),  Tosca  (rôle-titre)
- Gioachino Rossini : Le Barbier de Séville (Rosine), Guillaume Tell (Mathilde)
- Elie Siegmeister : La Charrue et les Étoiles (Nora) - création française à Bordeaux
- Heinrich Sutermeister : Raskolnikoff (Sonia) - création  française à Nice
- Sándor Szokolay : Les Noces de sang (Femme de Leonardo) - création  française à Angers
- Giuseppe Verdi : La traviata (Violetta, Clara),  Rigoletto (Gilda, le Page)
- Antonio Vivaldi : La fida ninfa (Licore) - création  française à Marseille
- Richard Wagner : La Walkyrie (Helmwige)

### Opéra-bouffe, opérette
- Edmond Audran : La Mascotte (Bettina)
- Ralph Benatzky : L'Auberge du Cheval-Blanc[1] (Josepha)
- Henri Christiné : Phi-Phi (Mme Phidias)
- Jean-Michel Damase : La Tendre Éléonore (Brunehilde)
- Louis Ganne : Les Saltimbanques (Marion)
- Charles Lecocq : La Fille de madame Angot (Clairette, Mlle Lange, Amarande)
- Franz Lehár : Le Pays du sourire[1] (Lisa), Paganini[1], La Veuve joyeuse[1] (Missia Palmieri), Le Tzarevitch[1]
- Francis Lopez : Andalousie, La Belle de Cadix (Dolores, Fanny Miller), Le Prince de Madrid (la duchesse d’Albe), Gipsy (Mariana, Liane de Pougy)
- Lucien Maugendre : Surcouf (Margaret Crowley)
- André Messager : Monsieur Beaucaire (Lady Mary, Lucy), Véronique (Agathe, Hélène)
- Jacques Offenbach : La Vie parisienne (Gabrielle, Métella), La Belle Hélène (rôle-titre), Monsieur Choufleuri (Ernestine), La Fille du tambour-major
  - d'après Jacques Offenbach : Les Folies parisiennes (Hortense Schneider)  - création à Saint-Étienne, 1977
- Robert Planquette : Les Cloches de Corneville (Serpolette)
- Johann Strauss fils : La Chauve-souris (Caroline)[1], Le Baron tzigane[1] (Saffi)
  - d'après Johann Strauss fils : Valses de Vienne[1] (la comtesse)
- Oscar Straus : Rêve de valse[1] (Franzi, Hélène)
- Franz von Suppé : Quadrille viennois[1] (création française, 1976)
- Alain Vanzo : Pêcheur d’étoiles (création à l'Opéra-Comique, 1973)
- Louis Varney : Les Mousquetaires au couvent (Simone, Mary)
- Maurice Yvain : Chanson gitane